# Амаглеба
Амаглеба (груз. ამაღლება) — село в Грузії.
За даними перепису населення 2014 року в селі проживає 598 осіб.